# トム・シュターケ
トム・シュターケ（Tom Starke、1981年3月18日 - ）は、西ドイツ・フライタール出身の元サッカー選手。ポジションはGK。

## 経歴
バイエル・レバークーゼンやハンブルガーSVなどでプレーした後、2010年にTSG1899ホッフェンハイムへ移籍。ホッフェンハイムでは68試合に出場して評価を高めた。
2012年5月16日、引退したハンス＝イェルク・ブットの後釜としてバイエルン・ミュンヘンへ3年契約で移籍。10月31日のDFBポカール2回戦・カイザースラウテルン戦でバイエルンでの公式戦デビューを果たした。
2016-17シーズンをもって現役を引退し、その後はバイエルンの下部組織でGKコーチを務めていたが、2017-18シーズン開幕前のプレシーズンマッチでは正GKマヌエル・ノイアーと第2GKスヴェン・ウルライヒが揃って負傷離脱したためチームに帯同し試合に出場。その後2017年9月に再び負傷者が出ると現役復帰し、UEFAチャンピオンズリーグに向けたメンバーにも登録された。

## 所属クラブ
- バイエル・レバークーゼン II 1999-2006
- バイエル・レバークーゼン 2000-2006

→ ハンブルガーSV 2004
→ ハンブルガーSV II 2004
- SCパーダーボルン07 2006-2007
- MSVデュースブルク 2007-2010
- TSG1899ホッフェンハイム 2010-2012
- バイエルン・ミュンヘン 2012-2017
- バイエルン・ミュンヘン II 2016-2017
- バイエルン・ミュンヘン 2017-2018

## タイトル
クラブ
バイエルン・ミュンヘン
- ブンデスリーガ 2012-13, 2013-14, 2014-15, 2015-16, 2016-17, 2017-18
- DFBポカール 2012-13, 2013-14, 2015-16
- DFLスーパーカップ 2012, 2016
- UEFAチャンピオンズリーグ 2012-13
- UEFAスーパーカップ 2013
- FIFAクラブワールドカップ 2013